# Nils Tippkötter
Nils Tippkötter (* 1977) ist ein deutscher Chemiker und seit 2017 Professor für Bioverfahrenstechnik an der Fachhochschule Aachen.

## Leben
Tippkötter studierte an der Universität Hannover das Fach Chemie, das er 2005 mit einem Diplom abschloss. Danach wechselte er für seine Doktorarbeit an die Technische Universität Kaiserslautern, wo er 2010 seine Promotion mit der Arbeit Reaktionssysteme zur Aufarbeitung und Umsetzung nachwachsender Rohstoffe ablegte. Anschließend arbeitete er zunächst als Postdoktorand, später als Akademischer Rat an der gleichen Universität. Seit dem Sommersemester 2017 hat er eine Professur für Bioverfahrenstechnik an der Fachhochschule Aachen inne.
Die Arbeitsschwerpunkte von Nils Tippkötter sind Numerische Prozesssimulation, Aufarbeitungsprozesse, Einsatz von nachwachsenden Rohstoffen und Immobilisierung von Enzymen.